# Залив Святого Лаврентия
Зали́в Свято́го Лавре́нтия (фр. Golfe du Saint-Laurent; англ. Gulf of Saint Lawrence) — самый крупный на Земле эстуарий, место впадения реки Святого Лаврентия в Атлантический океан на восточном берегу Северной Америки.
С гидрологической точки зрения рассматривается как полузамкнутое море. Омывает берега Канады в провинциях Квебек, Нью-Брансуик, Новая Шотландия, Остров Принца Эдуарда, Ньюфаундленд и Лабрадор.

## География и гидрография
Согласно Британской энциклопедии, границы залива определяются морским эстуарием реки Святого Лаврентия (до острова Антикости) на западе, проливом Белл-Айл (между Североамериканским континентом и островом Ньюфаундленд) на севере и проливом Кабота (между Ньюфаундлендом и полуостровом Новая Шотландия) на юге. Воды залива омывают берега пяти из десяти канадских провинций.
Площадь залива, согласно Канадской и Большой Российской энциклопедиям, около 250 тыс. км² (Британская энциклопедия приводит намного меньшую величину — 155 тыс. км²). Глубина до 538 м. Объём воды составляет 35 тыс. км³. Как Британская, так и Большая Российская энциклопедия подчёркивают, что фактически данный объект представляет собой не просто речное устье, а скорее полузамкнутое море.
От Атлантического океана залив Святого Лаврентия отделяют острова Ньюфаундленд и Кейп-Бретон. Связь с океаном осуществляется через проливы:
- Кансо на юге, между островом Кейп-Бретон и полуостровом Новая Шотландия
- Кабота на юго-востоке, между островом Ньюфаундленд и островом Кейп-Бретон
- Белл-Айл на северо-востоке, между полуостровом Лабрадор и островом Ньюфаундленд.

Водообмен в заливе осуществляется по трём основным каналам:
- река Святого Лаврентия, средний расход пресной воды в устье которой составляет, по разным источникам, от 10 100 м³/с[1] до 14 000 м³/с (во время приливов вверх по течению реки, наоборот, поднимается солёная морская вода)[3]
- пролив Белл-Айл, в котором смешиваются не менее семи типов воды с солёностью от 27 ‰ до 34,5 ‰[3]
- пролив Кабота, через который в залив поступают воды Атлантического и Северного Ледовитого океанов и стекает основная часть воды и льда из самого залива[3]. Воды Атлантики по проливу Кабота несёт придонное течение, компенсирующее воду, истекающую из залива в поверхностных слоях[1].

Рельеф дна сформирован южной оконечностью Канадского щита и подводным продолжением на север Аппалачских гор. Наиболее глубокие участки акватории — канал Святого Лаврентия (тянущийся от устья одноимённой реки через пролив Кабота до кромки материкового шельфа), канал Минган (англ. Mingan Passage), тянущийся на северо-восток, и канал Эскимо (англ. Eskimo Channel), тянущийся на юго-восток. Эти три канала занимают около четверти площади дна залива. Рельеф этой части акватории неоднороден и включает как более глубокий жёлоб Шалёр, так и повышения грунта (шельф Брадель-Банк) и даже острова. Ещё один важный компонент рельефа — подводные платформы, глубины над которыми могут быть менее 50 м. Крупнейшая из них — так называемая Акадийская платформа, расположенная полукругом между островом Кейп-Бретон и полуостровом Гаспе. Ещё три вытянутых платформы расположены в северной, дальней части основного осевого канала Святого Лаврентия. В акватории залива расположены два значительных острова — Антикости (в северо-западной части) и остров Принца Эдуарда (на юге).
Основное течение в заливе образует периферийный циклональный круговорот, в обход подводных платформ в северо-восточной части залива несущий воду в эстуарий реки Святого Лаврентия. Солёная вода с этим течением поднимается вверх по реке вплоть до Пуан-де-Мон и места впадения реки Сагеней примерно на 100 миль ниже города Квебека. Другое важное течение — течение Гаспе — несёт значительную часть стока реки Святого Лаврентия вдоль южного берега эстуария и мимо северной оконечности острова Кейп-Бретон, превращаясь в морское Новошотландское течение.
Несмотря на то, что течения перемешивают воду в заливе, в нём сохраняется расслоение. В центре залива выделяются три раздельных слоя — придонный (температура воды 3,4 °C, солёность 33,5 ‰), промежуточный (глубины порядка 50 м, температура 0,5 °C, солёность 32,5 ‰) и поверхностный, менее солёный и подверженный сезонным колебаниям температуры. Средняя температура воды в поверхностном слое зимой ниже −1 °C, летом до 15 °C. Солёность на северо-востоке до 32 ‰, к западу понижается до 12—15 ‰.
Приливы полусуточные, высотой до 2 м. С декабря по май залив покрыт льдом, формирование которого замедляется высокой солёностью и остаточным теплом массива воды; в результате для акватории характерно наличие плавучих ледяных полей, а лёд остаётся тонким до середины февраля. Пролив Кабота открывается для навигации на месяц раньше, чем пролив Белл-Айл.

### Климат
Климат муссонный. Холодные северо-западные ветры преобладают в зимний период, тёплые юго-западные в летний. Средние температуры воздуха от −10 °C в феврале до 15 °C в августе. Среднегодовая норма осадков (в виде дождей) 900 мм.

## Хозяйственное значение
До прихода европейцев южные берега залива часто посещались индейцами народа микмак, которые вели в этом районе сезонную заготовку рыбы. Северный берег населяли инуиты. Первое документированное посещение европейцами состоялось в 1534 году, когда залив обследовал Жак Картье, но Канадская энциклопедия указывает, что, вероятно, уже до него в заливе появлялись баскские рыбаки (согласно историку Сельме Хаксли, китобои).
В конце XX — начале XXI века акватория залива — место активного судоходства; залив Святого Лаврентия, впадающая в него одноимённая река и система Великих озёр представляют собой водный путь в глубину Североамериканского континента, доступный для крупнотоннажных грузовых судов. Шельф, который также далеко выходит в Атлантический океан, интенсивно эксплуатируется в рыбном промысле (пикша, морской окунь, палтус, камбала, сельдь и др.). В заливе добывается около четверти всей рыбы в Канаде, как по объёму, так и по стоимости.
Порты:
- Квебек (в устье р. Святого Лаврентия),
- Сет-Иль.

## Экология
Часть берега залива, острова Святого Павла и Кейп-Бретон — охраняемая Канадской береговой охраной природная территория. Ряд мелких островов в заливе — место сезонных миграций различных птиц, охраняются Канадской службой дикой природы. На берегах залива расположено несколько национальных парков Канады:
- северная часть эстуария реки Святого Лаврентия входит в состав национального морского парка Сагеней-Сен-Лоран;
- в северной части острова Принца Эдуарда находится одноимённый национальный парк;
- на северном побережье Нью-Брунсвика — национальный парк национальный парк Кучибоквак;
- в северной части острова Кейп-Бретон — национальный парк Кейп-Бретон-Хайлендс;
- на северо-западе острова Ньюфаундленд — национальный парк Грос-Морн.

Близ мыса Гаспе в юго-восточной части провинции Квебек находится провинциальный парк Форийон.
Залив Святого Лаврентия состоит из трёх отдельных экосистем:
- Шельф Норт-Галф (англ. North Gulf Shelf)[7] — мелководная северная часть залива.
- Магдаленские отмели (англ. Magdalen Shallows, по названию островов Мадлен)[8] — мелководная южная часть залива.
- Лаврентийский канал (англ. Laurentian Channel)[9] — глубоководная центральная часть залива.